# 高橋筆子
高橋 筆子（たかはし ふでこ、Fudeko Takahashi Cohler、1955年 - ）は、米国在住日本人のヴァイオリン奏者・ヴァイオリン指導者。マサチューセッツ州レキシントン在住。

## 経歴
- 1971年、兵庫県伊丹市立南中学校卒業。
- 全日本学生音楽コンクールで第1位。
- 桐朋女子高校、桐朋学園大学を首席卒業。
- 在学中1976年イタリアのパガニーニ国際コンクールで第4位入賞。小澤征爾奨学生としてタングルウッド音楽センターで研鑽を積み、レナード・バーンスタイン、小澤征爾いずれの指揮でもコンサートマスターを担当した。
- 巨匠ドロシー・ディレイに師事、ニューヨークのジュリアード音楽院にも留学。
- アスペン音楽祭でドロシー・ディレイの助手を務めた。国内外でソリスト、室内楽奏者として演奏活動を行う。
- ディレイのメソッド指導助手を勤めながら、ボストンフィルのコンサートマスターとして活躍。
- 現在、ニューイングランド音楽院ヴァイオリン教授。

## 縁者
- Jonathan Cohler（ジョナサン・コーラー） - 夫。クラリネット奏者、指揮者
- Yuga Cohler（ユーガ・コーラー） - 息子。 日本名:高橋遊河。指揮者。ハーバード大学コンピューターサイエンス学科、ジュリアード音楽院を卒業[1]